# Парнэседаяха
Парнэседаяха (устар. Парны-Седэ-Яха) — река в России, протекает по Ямало-Ненецкому АО. Устье реки находится в 31 км по левому берегу протоки Тоясё реки Пур. Длина реки составляет 45 км.

## Данные водного реестра
По данным государственного водного реестра России относится к Нижнеобскому бассейновому округу, водохозяйственный участок реки — Пур. Речной бассейн реки — Пур.
Код объекта в государственном водном реестре — 15040000112115300062453.